# Kristina Spiridonova
Kristina Sergejevna Spiridonova (Russisch: Кристина Сергеевна Спиридонова) (Oefa, 21 augustus 1998) is een Russische freestyleskiester. Ze nam onder olympische vlag deel aan de Olympische Winterspelen 2018 in Pyeongchang.

## Carrière
Bij haar wereldbekerdebuut, in februari 2015 in Moskou, scoorde Spiridonova direct wereldbekerpunten. In december 2016 behaalde de Russin in Beida Lake haar eerste toptienklassering in een wereldbekerwedstrijd. In januari 2017 stond ze in Lake Placid voor de eerste maal in haar carrière op het podium van een wereldbekerwedstrijd. Op de wereldkampioenschappen freestyleskiën 2017 in de Spaanse Sierra Nevada eindigde Spiridonova als negende op het onderdeel aerials. Tijdens de Olympische Winterspelen van 2018 in Pyeongchang eindigde de Russin als elfde op het onderdeel aerials.

## Resultaten

### Olympische Spelen
| Jaar | Plaats      | Resultaten  |
| ---- | ----------- | ----------- |
| 2018 | Pyeongchang | 11e Aerials |

### Wereldkampioenschappen
| Jaar | Plaats        | Resultaten |
| ---- | ------------- | ---------- |
| 2017 | Sierra Nevada | 9e Aerials |

### Wereldbeker
Eindklasseringen
| Seizoen   | Algm | AE    |
| --------- | ---- | ----- |
| 2014/2015 | 137e | 28e   |
| 2015/2016 | 150e | 30e   |
| 2016/2017 | 29e  | 7e    |
| 2017/2018 | 20e  | Brons |
| 2018/2019 | 108e | 23e   |